# Distretto di Thames-Coromandel
Il distretto di Thames-Coromandel  è un'autorità territoriale della Nuova Zelanda che si trova entro i confini della regione di Waikato, nell'Isola del Nord. La sede del Consiglio distrettuale è situata nella città di Thames.
Secondo gli ultimi dati disponibili (2012), gli abitanti del distretto sono poco più di 27.000, dei quali circa 10.000 vivono nell'area urbana del capoluogo (Thames). Altre città del distretto sono Whitianga (3.700 abitanti), Coromandel (1.500) e Whangamata (3.500).
Il distretto di Thames-Coromandel venne creato in seguito alla riorganizzazione delle autorità locali portata avanti nel 1989 dal governo centrale neozelandese, unendo i territori che prima costituivano le contee di Thames e di Coromandel.